# Takamichi Seki
Takamichi Seki (født 16. januar 1981) er en tidligere japansk fodboldspiller.
Han har spillet for flere forskellige klubber i sin karriere, herunder Mito HollyHock og Consadole Sapporo.